# Prisoji
Pour les articles homonymes, voir Prisoje.
Prisoji (en serbe cyrillique : Присоји) est un village du nord du Monténégro, dans la municipalité de Pljevlja.

## Démographie

### Évolution historique de la population
| 1948 | 1953 | 1961 | 1971 | 1981 | 1991 | 2003 |
| ---- | ---- | ---- | ---- | ---- | ---- | ---- |
| 133  | 148  | 152  | 109  | 79   | 86   | 51   |